# Bad at Love
Singles de Halsey
Now or Never (en)
(2017) Him & I
(2017)
Bad at Love est une chanson de l'auteure-compositrice-interprète américaine Halsey. Il s'agit du deuxième single extrait de son deuxième album studio Hopeless Fountain Kingdom. 

## Accueil commercial
Aux États-Unis, Bad at Love atteint la cinquième place du Billboard Hot 100. Il est le premier single d'Halsey qui se classe premier du top Hot Dance Club Songs et son deuxième single qui atteint la première position du top Dance/Mix Show Airplay (en) après Closer qu'elle interprète avec The Chainsmokers en 2016.

## Classements et certifications
| Classement (2017-18)                | Meilleure position |
| ----------------------------------- | ------------------ |
| Australie (ARIA)                    | 42                 |
| Canada (Hot 100)                    | 22                 |
| Canada (Canada AC)                  | 29                 |
| Canada (Canada All-Format)          | 5                  |
| Canada (Digital Songs)              | 15                 |
| Canada (CHR/Top 40)                 | 4                  |
| Canada (Hot AC)                     | 8                  |
| Colombie (National-Report)          | 94                 |
| États-Unis (Hot 100)                | 5                  |
| États-Unis (Adult Contemporary)     | 20                 |
| États-Unis (Adult Pop Songs)        | 3                  |
| États-Unis (Dance/Mix Show Airplay) | 1                  |
| États-Unis (Digital Songs)          | 6                  |
| États-Unis (Dance Club Songs)       | 1                  |
| États-Unis (Latin Pop Airplay)      | 36                 |
| États-Unis (On-Demand Songs (es))   | 17                 |
| États-Unis (Pop Digital Song Sales) | 3                  |
| États-Unis (Pop Airplay)            | 2                  |
| États-Unis (Radio Songs)            | 3                  |
| États-Unis (Rhythmic Songs)         | 17                 |
| États-Unis (Streaming Songs)        | 20                 |
| Nouvelle-Zélande (Heatseekers)      | 7                  |
| Portugal (AFP)                      | 72                 |
| Tchéquie (IFPI Rádio)               | 48                 |
| Slovaquie (IFPI Rádio)              | 41                 |
| Slovaquie (Radio)                   | 69                 |
| Venezuela (Record Report English)   | 5                  |

| Classement (2018)                        | Position |
| ---------------------------------------- | -------- |
| Canada (Canadian Hot 100)                | 69       |
| Canada (Hot Canadian Digital Songs)      | 43       |
| États-Unis (Billboard Hot 100)           | 27       |
| États-Unis (Adult Pop Songs (en))        | 19       |
| États-Unis (Dance Club Songs)            | 50       |
| États-Unis (Dance/Mix Show Airplay (en)) | 12       |
| États-Unis (Digital Song Sales)          | 24       |
| États-Unis (Pop Digital Song Sales)      | 10       |
| États-Unis (Pop Songs)                   | 16       |
| États-Unis (Radio Songs)                 | 17       |
| États-Unis (Streaming Songs)             | 64       |
| Venezuela (Record Report English)        | 3        |

| Région | Certification | Ventes/Streams |
| --- | ------------- | -------------- |
| Australie (ARIA) | Platine       | 70 000^        |
| Brésil (ABPD) | Or            | 20 000*        |
| Canada (Music Canada) | 3 × Platine   | 240 000‡       |
| États-Unis (RIAA) | 4 × Platine   | 4 000 000‡     |
| *Ventes selon la certification ^Mise en rayon selon la certification xNon précisé par la certification ‡ventes/streaming selon la certification |               |                |